# التهاب الجلد التماسي المحدث بالأوروشول
التهاب الجلد بالسماق السام (بالإنجليزية: Toxicodendron dermatitis)‏ أو التهاب الجلد التماسي المحدث بالأوروشول (بالإنجليزية: Urushiol-induced contact dermatitis)‏ أو التهاب جلد روس (بالإنجليزية: Rhus dermatitis)‏ هي أسماء لحالة طبية تمتاز بأنها طفح جلدي تحسسي سببها زيت الأوروشول الذي يوجد في نباتات مختلفة، خصوصا في جنس السماق السام مثل شجرة الطلاء الصيني والسماق السام المتجذر والبلوط السام الغربي والسماق السام الطلائي. اشتق الاسم من الاسم الياباني لعصارة شجرة الطلاء الصيني (أوروشي 漆).
ومن النباتات الأخرى في العائلة السماقية فتشمل المنجا والفستق وشجرة الطلاء البورمية والبلاذر نصفي الثمر وغلاف الكاجو، فهي تحتوي على الأوروشي بالإضافة إلى نباتات أخرى ليس لها علاقة مثل الجنكة.
وكما في كل أنواع التهاب الجلد التماسي، فإن الطفح المحدث بالأوروشول هو فرط التحسس من النوع الرابع (فرط التحسس المتأخر)، وأعراضه حكة والتهاب وترشح، وفي الحالات الشديدة هنالك شعور بالحرقة.
تقدر الأكاديمية الأمريكية لطب الجلد حدوث 50 مليون حالة التهاب جلد تماسي محدث بالأوروشول سنويا في الولايات المتحدة وحدها، وهذا يعادل 10٪ من إصابات ضياع الوقت بحسب دائرة الغابات في الولايات المتحدة. يعد البلوط السام المشكلة الأبرز في ولايات الغرب والجنوب الأمريكية، أما السماق السام المتجذر فهو الأكثر تفشيا في شرق الولايات المتحدة، أما التهاب الجلد بسبب السماق السام الطلائي فهو أقل شيوعا.

## معرض الصور

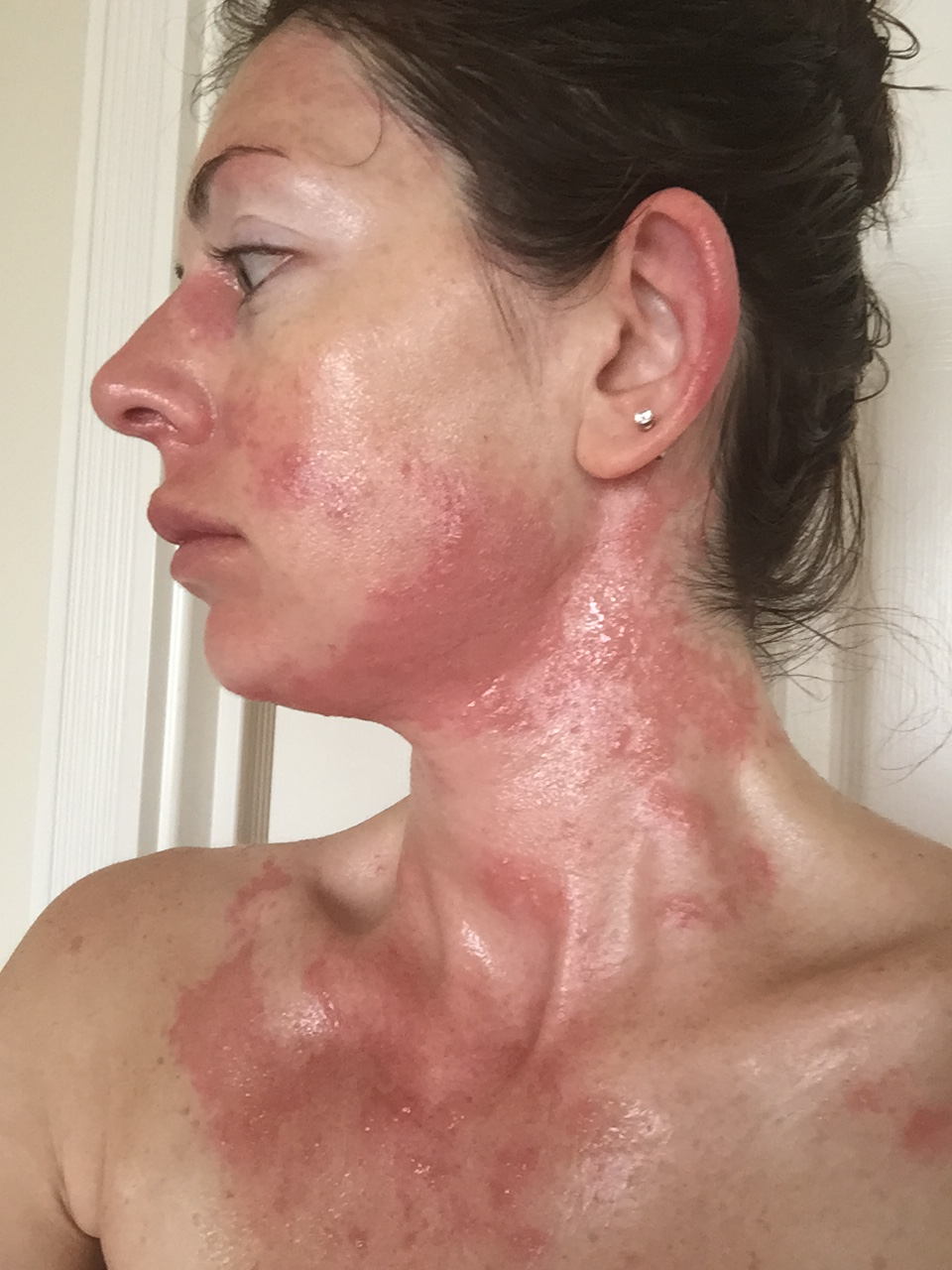
حدوث تفاعل تحسس شديد بعد 4 أيام من التعرض للبلوط السام.
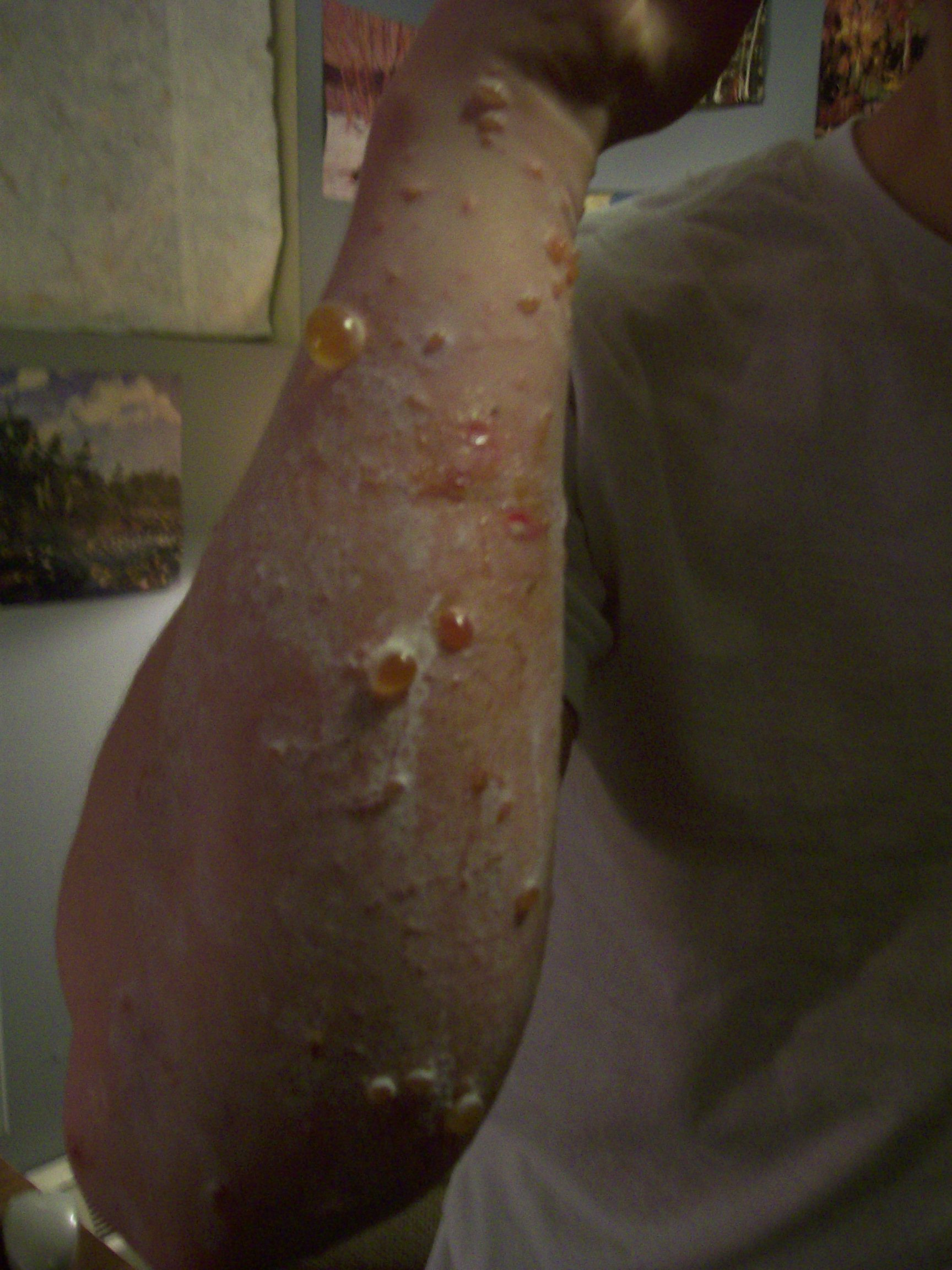
تبثر بعد 48 ساعة من التعرض للأوروشول.
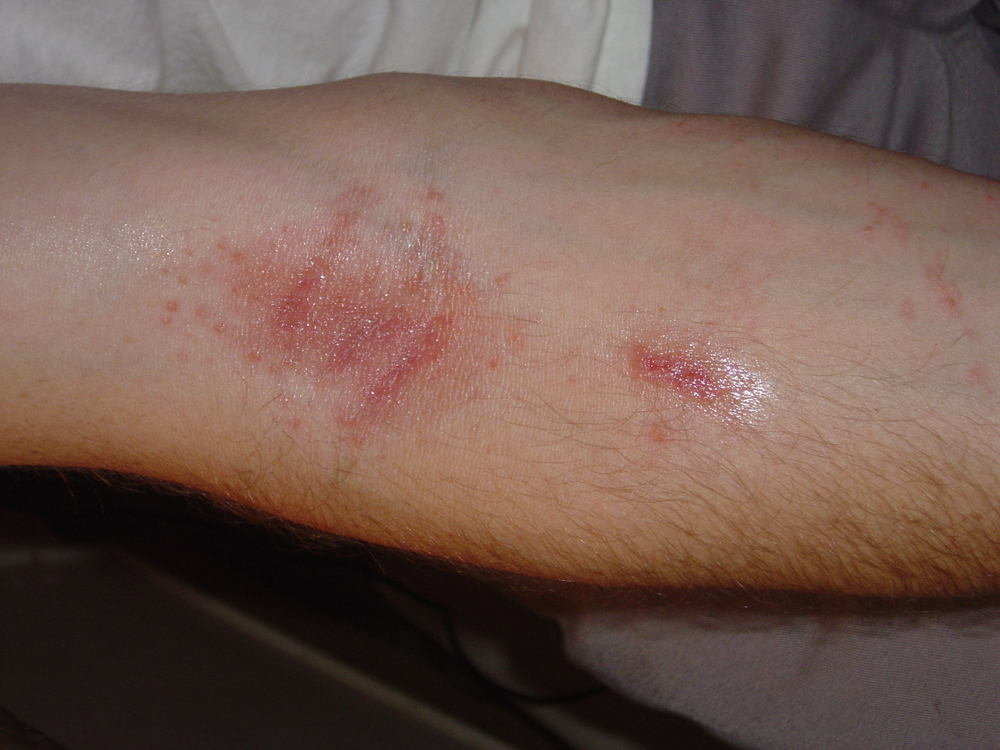
طفح بعد يومين من التعرض لشجرة الطلاء الصيني.
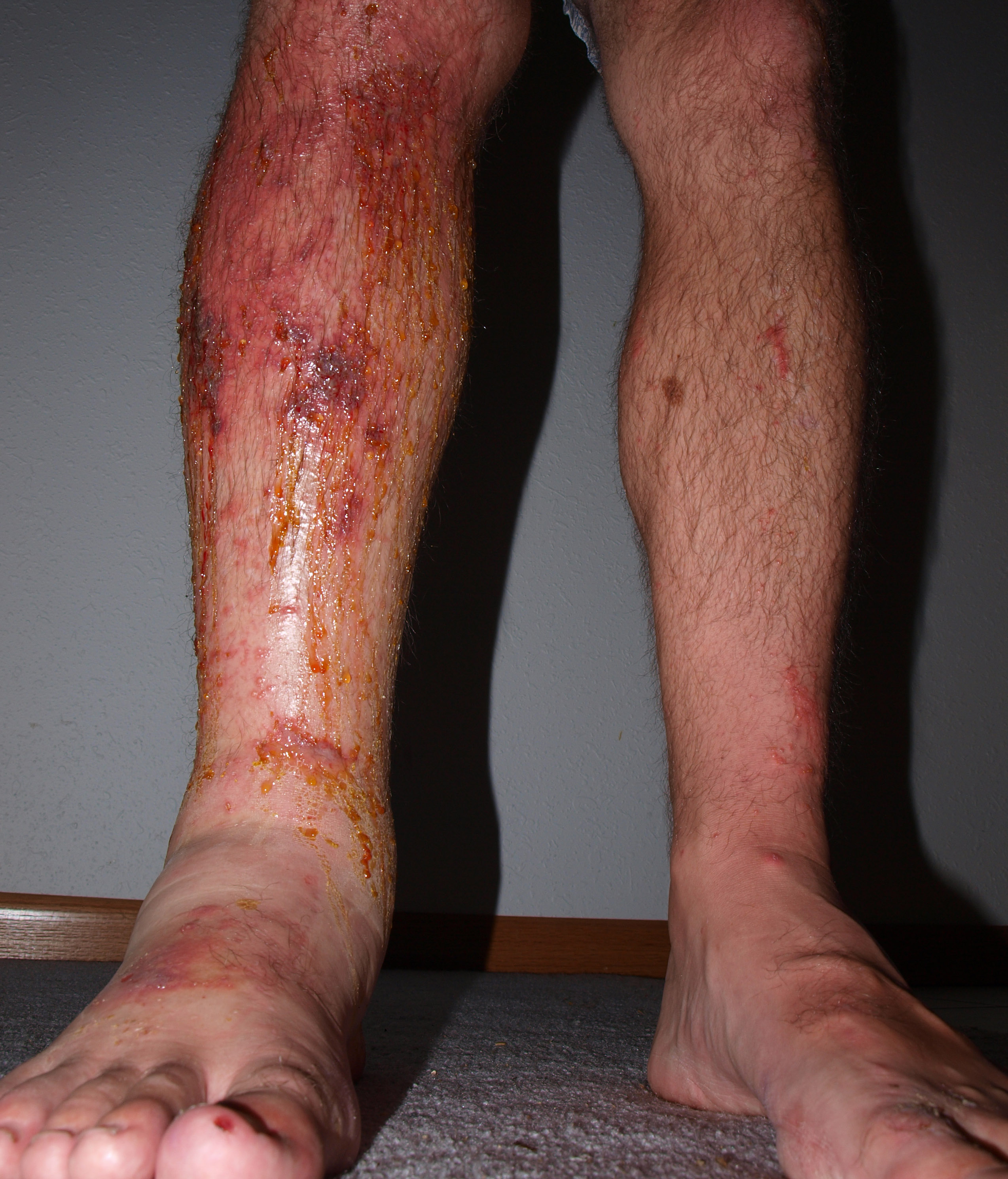
طفح وتورم بعد 3 أيام من التعرض المباشر لشجرة الطلاء الصيني.